# Waigatsch
Waigatsch (russisch: Вайгач) ist eine 3383 Quadratkilometer große russische Insel im Nordpolarmeer nördlich von Russland. Sie liegt südlich der als Teil der asiatisch-europäischen Grenze betrachteten Karasee; somit zählt die Insel – wie die benachbarte Doppelinsel Nowaja Semlja – zu Europa.

## Geographie
Die Insel, die zum Autonomen Kreis der Nenzen gehört, liegt östlich der Barentssee und südlich der Karasee (je Teile des Nordpolarmeers). Sie befindet sich zwischen der an der engsten Stelle 42 Kilometer breiten Karastraße (früher auch „Meerenge von Waigatsch“ genannt) im Nordwesten, hinter der sich Nowaja Semlja erhebt, und der stellenweise nur zwei Kilometer breiten Jugorstraße im Südosten, hinter der sich das Pai-Choi-Gebirge erhebt; an Letzteres schließt sich der Ural an.
Die größte Ausdehnung der Insel Waigatsch beträgt in Nordwest-Südost-Richtung etwa 100 Kilometer und in Südwest-Nordost-Richtung rund 45 Kilometer. Die höchste Erhebung befindet sich bei 170 Meter über dem Meeresspiegel. Es gibt viele Flüsse, Seen und Sümpfe.
Durch die arktische Lage der Insel, deren Südspitze Kap Greben heißt, ist das umgebende Meer nicht ganzjährig eisfrei.
Die beiden Ortschaften mit etwa 100 Einwohnern heißen Waigatsch im Norden (hier ist auch die Küstenfunkstelle) und Warnek (benannt nach dem Polarforscher Alexander Warnek) im Südwesten an der Ljamtschina-Bucht.

## Geschichte
Der Inselname, Waigatsch, ist wahrscheinlich der des gleichnamigen Entdeckers, der die Insel im 16. Jahrhundert aufsuchte.
Die Insel ist für die Nenzen, die hier Rentiere züchten, ein heiliger Ort, sie kamen jedes Jahr hier her, um rituelle Opfer zu bringen. Pjotr Bojarski schlug die  Gründung eines Nationalparks mit dem Namen Chebilja Ja (Heiliges Land) vor. In der Stalin-Zeit betrieb man hier ein Zink- und Bleibergwerk, in dem Gulag-Gefangene arbeiten mussten. (→Waigatsch-Expedition der OGPU)

## Flora und Fauna
Die Vegetation auf Waigatsch ist tundratypisch. Die einheimische Tierwelt besteht aus Eisbären, Robben, Walrossen und einer großen Schwimmvogel-Population. Unter anderem brüten hier die Waldsaatgans, die Blässgans, die Weißwangengans, der Pfeifschwan, die Eisente, der Gänsesäger, der Wanderfalke und die Schneeeule, weshalb BirdLife International Waigatsch seit dem Jahr 2000 als Important Bird Area (RU030) ausweist.